# Buxières-d'Aillac
Buxières-d'Aillac è un comune francese di 229 abitanti situato nel dipartimento dell'Indre nella regione del Centro-Valle della Loira.

## Società

### Evoluzione demografica
Abitanti censiti